# Mike Brown (cestista 1963)
Michael Brown, detto Mike (Newark, 19 luglio 1963), è un ex cestista e allenatore di pallacanestro statunitense con cittadinanza italiana, professionista nella NBA, in Italia, Grecia e Spagna.

## Carriera
Venne selezionato dai Chicago Bulls al quarto giro del Draft NBA 1985 (69ª scelta assoluta).